# Ave-do-matagal-ruiva
Ave-do-matagal-ruiva  (Atrichornis rufescens) é uma espécie de ave da família Atrichornithidae.
É endémica da Austrália.
Os seus habitats naturais são: florestas temperadas e florestas subtropicais ou tropicais húmidas de baixa altitude.
Está ameaçada por perda de habitat.